# Фејет (Ајова)
Фејет (енгл. Fayette) град је у америчкој савезној држави Ајова. По попису становништва из 2010. у њему је живело 1.338 становника.

## Демографија
Према попису становништва из 2010. у граду је живело 1.338 становника, што је 38 (2,9%) становника више него 2000. године.
| Група             | 2000.         | 2010.         |
| Белци             | 1.140 (87,7%) | 1.167 (87,2%) |
| Афроамериканци    | 67 (5,2%)     | 90 (6,7%)     |
| Азијати           | 33 (2,5%)     | 26 (1,9%)     |
| Хиспаноамериканци | 42 (3,2%)     | 37 (2,8%)     |
| Укупно            | 1.300         | 1.338         |